# Ümit Karaal
Ümit Karaal (* 15. August 1995 in Giresun) ist ein türkischer Fußballspieler.

## Karriere

### Verein
Karaal begann mit dem Vereinsfußball 2006 in der Jugendabteilung von Beşiktaş Istanbul. Im Frühjahr 2012 erhielt er bei diesem Klub einen Profivertrag, spielte aber die nächsten zwei Spielzeiten für die Reservemannschaft des Klubs. Für die Rückrunde der Saison 2013/14 wurde Çetin an den Zweitligisten Kahramanmaraşspor ausgeliehen. Bei diesem Klub gab er in der Ligapartie vom 12. Januar 2014 gegen Bucaspor sein Profidebüt.
Für die Rückrunde der Saison 2014/15 wurde er an den Zweitligisten Elazığspor und für die Rückrunde der Saison 2015/16 an den Drittligisten Bayrampaşaspor ausgeliehen. 
Zur Saison 2016/17 wechselte er zum Istanbuler Drittligisten Üsküdar Anadolu 1908 SK und verließ nach zehnjähriger Beşiktaş endgültig. Im Januar 2017 wechselte er zum Mutterverein dieses Drittligisten, zum zentralanatolischen Zweitligisten Sivasspor. Mit diesem Verein erreichte er zum Saisonende die Meisterschaft der TFF 1. Lig und damit den Aufstieg in die Süper Lig. Am Saisonende wurde er an den Drittligisten Kastamonuspor 1966 ausgeliehen.

### Nationalmannschaft
Karaal begann seine Nationalmannschaftskarriere 2010 mit einem Einsatz für die türkische U-16-Nationalmannschaft. Anschließend durchlief er die meisten Altersstufen der türkischen Nationalmannschaften.

## Erfolge
Mit Sivasspor
- Meister der TFF 1. Lig und Aufstieg in die Süper Lig: 2016/17

Mit der türkischen U-19-Nationalmannschaft
- Silbermedaille bei den Mittelmeerspielen: 2013